# گاتمن (میسیسیپی)
گاتمن (به انگلیسی: Gattman) روستایی در ایالت میسیسیپی کشور ایالات متحده آمریکا است که جمعیت آن در سرشماری سال ۲۰۱۰ میلادی، ۹۰
نفر بوده‌است.